# Жіноча збірна Польщі з хокею із шайбою
Жіноча збірна Польщі з хокею із шайбою (пол. Reprezentacja Polski w hokeju na lodzie kobiet) — національна жіноча збірна команда Польщі, яка представляє країну на міжнародних змаганнях з хокею. Опікується збірною Польський союз хокею із шайбою. Хокеєм у країні займається 368 жінок.

## Виступи на чемпіонатах світу
- 2011 – 1 місце (Дивізіон V)
- 2012 – 1 місце (Дивізіон ІІ, Група В)
- 2013 – 5 місце (Дивізіон ІІ, Група А)
- 2014 – 3 місце (Дивізіон ІІ, Група А)
- 2015 – 4 місце (Дивізіон ІІ, Група А)
- 2016 – 1 місце (Дивізіон ІІ, Група А)
- 2017 – 6 місце (Дивізіон ІВ)
- 2018 – 6 місце (Дивізіон ІВ)
- 2019 – 3 місце (Дивізіон ІВ)
- 2022 – 2 місце (Дивізіон ІВ)
- 2023 – 2 місце (Дивізіон ІВ)
- 2024 – 6 місце (Дивізіон ІВ)
- 2025 – 2 місце (Дивізіон ІІА)

## Виступи на Олімпійських іграх
Жіноча збірна Польщі жодного разу не кваліфікувалась на Олімпійський хокейний турнір.